# 高田寺 (北名古屋市)
高田寺（こうでんじ）は、愛知県北名古屋市高田寺にある天台宗の寺院。山号は医王山。本尊は薬師如来。寺の正式名称は「こうでんじ」だが、所在地及びその周辺の地名は「たかだじ」となっている。

## 沿革
この寺は寺伝によれば、720年（養老2年）行基によって開かれたと伝えられ、大同年間（806年 - 810年）最澄が来山して寺号を高田寺としたという。かつては多くの寺領及び塔頭・末寺を有したが、現在は室町時代建立の薬師堂（本堂）を残すのみとなってしまった。円空が高田寺で密法を授かったことから、本堂には4体の円空仏が安置されている。
2022年に秘仏の釈迦如来像の御開帳がなされた。

## 札所
- 東海四十九薬師霊場 第二十一番

## 文化財

### 重要文化財
- 本堂（附 厨子・護摩札）
- 木造薬師如来坐像（秘仏）

### 愛知県指定有形文化財
- 木造大黒天立像

### 北名古屋市指定有形文化財
- 木造十二神将立像
- 木造狛犬